# Jean Neuberth
Jean-Christian Neuberth (* 10. November 1915 in Paris; † 16. März 1996 in Chantilly) war ein französischer Maler der Abstraktion.

## Leben
Jean Neuberth wuchs in einem Milieu von Intellektuellen und Musikern auf: sein Vater war ein bekannter Violinist und seine Mutter war Französischlehrerin am Lycée Lakanal. Die Erziehung wurde von seinen Eltern streng überwacht und er galt als ausgesprochen intelligent. Anfang der 1930er Jahre spielte er Jazz in den Bars von Montparnasse und auf der Avenue des Champs-Élysées. In dieser Zeit lernte Neuberth den Maler Henri-Jean Closon (1888–1975) kennen und erhielt privaten Mal- und Zeichenunterricht.

## Ausstellungen
- 1960: Galerie J. Peron
- 1960: Galerie Valérie Schmidt
- 1962: Galerie Jean Camion
- 1970: Galerie Anne Colin
- 1974: Galerie Jacques Casanova
- 1984: Galerie Caractères
- 1993: Galerie Sculpture